# 아시 싱
아시 싱 (1997년 8월 12일~)은 인도의 배우이다. 소니 엔터테인먼트 텔레비전의 예 "운 디논 키 바트 하이"에서 나이나 아가 왈 역할을 맡았다. 2020년, Sony SAB의 알라딘-남 토 수나 호가에서 자스민 공주로 출연했다.

## 직업
아시 싱은 Secret Diaries : The Hidden Chapters in 2015 Gumrah (시즌 5)와 Crime Patrol (Tamasha Mandli) 쇼를 통해 TV 데뷔를 했다. Savdhaan 인도에서. Ashi는 2017년 아예샤 타키아의 반대편 뮤직 비디오 Zindagi Tujhse Kya Karen Shikvey에 출연했다. 그녀는 간수의 딸 같은 작은 역할을 했다.
2017년, 그녀는 SET India의 쇼에서 주연 (Naina Agarwal)으로 선정되었으며, 예 운 디논 키 바트 하이는 Randeep Rai (Sameer Maheshwari)와 짝을 이루었다. 이 쇼는 2019년 8월까지 성공적으로 진행되었으며 시즌 2는 무기한으로 설정되었다.
2020년 8월 이후 아브 니트 카 우르 (알라딘에 타나 야스민을 재생하는 원래의 여배우 - 나암 토의 Suna HOGA) 건강으로 쇼를 종료하였다.

## 미디어

Ganpati Darshan 중 Ashi Singh

싱은 2018년, 2019년, 2020년 3년 연속 BizAsia의 TV 성격 상 결선 진출자였으며 해당 목록에서 각각 10,7,2위에 올랐다. 그녀는 이스턴 아이의 "50 섹시한 아시아 여성 2018" 목록에서 18위에 올랐다. 2019년에 그녀는 1500번째 호에서 "미래는 아시 싱에게 속한다"라는 제목으로 이스턴 아이의 커버 인터뷰에 출연했다.

## 필모그래피

### 텔레비전
| 년        | 보여 주다                 | 역할                   |
| --------- | ------------------------- | ---------------------- |
| 2015      | 비밀 일기 : 숨겨진 장     | Lavanya                |
| 2017-2019 | 예 운 디논 키 바트 하이   | 나이나 아가 왈         |
| 2020-2021 | 알라딘-Naam Toh Suna Hoga | 야스민                 |
| 2021      | PaapNashini Ganga         | 카메오 존재 성인 Ganga |

## 참고 문헌
1. ↑  “Ashi Singh's latest pictures prove that the actress is summer ready – Yeh Un Dino Ki Bat Hai's Ashi Singh is a hottie in real life; a look at her pictures”. 《The Times of India》. 2019년 6월 6일에 확인함.
2. ↑  Team, Author: Editorial (2019년 7월 8일). “Ashi Singh gets emotional after receiving a special gift”. 《IWMBuzz》. 2019년 8월 7일에 확인함.
3. ↑  “Small screen actress Ashi Singh is just the opposite of her reel character in real life”. 《Times Now News》. 2019년 6월 6일에 확인함.
4. ↑  Team, Tellychakkar. “11 Unknown facts about Yeh Un Dinon fame Ashi Singh”. 《Tellychakkar.com》. 2019년 8월 7일에 확인함.
5. ↑  “Ashi Singh's latest pictures prove that the actress is summer ready – Yeh Un Dino Ki Bat Hai's Ashi Singh is a hottie in real life; a look at her pictures”. 《The Times of India》. 2019년 6월 6일에 확인함.
6. ↑  Team, Tellychakkar. “Ashi Singh aka Naina of Yeh Un Dinon Ki Baat Hai is giving her fans 'THESE' goals!”. 《Tellychakkar.com》. 2019년 8월 7일에 확인함.
7. ↑  “Yeh Un Dinon Ki Baat Hai star Ashi Singh's glamorous avatar will stun you”. 《India Today》. 2019년 8월 7일에 확인함.
8. ↑  “Prime Video: Qaidi Band”. 《primevideo.com》. 2019년 11월 27일에 확인함.
9. ↑  IWMBuzz, Author (2020년 8월 24일). “Why did Avneet Kaur quit Aladdin Naam Toh Suna Hoga?”. 《IWMBuzz》 (미국 영어). 2021년 4월 19일에 확인함.
10. ↑  # (2018년 12월 25일). “Harshad Chopda crowned TV Personality 2018”. 《BizAsia | Media, Entertainment, Showbiz, Events and Music》. 2019년 8월 7일에 확인함.
11. ↑  says, Smita (2019년 1월 6일). “JUST WOW : Ashi Singh Is The Highest Placed Newcomer in This Popular List!”. 《Fuzion Productions》. 2021년 6월 29일에 원본 문서에서 보존된 문서. 2019년 8월 7일에 확인함.
12. ↑  Nazir, Asjad (2019년 3월 29일). “The future belongs to Ashi Singh”. 《EasternEye》. 2019년 8월 7일에 확인함.